# Hennadij Awdiejenko
Hennadij Wałentynowycz Awdiejenko lub Giennadij Walentinowicz Awdiejenko, ukr. Геннадій Валентинович Авдєєнко (ur. 4 listopada 1963 w Odessie) – lekkoatleta reprezentujący ZSRR i później Ukrainę, specjalista skoku wzwyż. Swój rekord życiowy (2,38 m) ustanowił podczas mistrzostw świata w 1987. Wyrównał go rok później na igrzyskach olimpijskich w 1988 w Seulu.
Rozpoczął karierę międzynarodową od zajęcia 5. miejsca na halowych mistrzostwach Europy w 1983 w Budapeszcie. W tym samym roku na pierwszych mistrzostwach świata w Helsinkach został niespodziewanym mistrzem z rekordem życiowym 2,32 m.
Na halowych mistrzostwach Europy w 1985 w Pireusie zajął 4. miejsce. Został srebrnym medalistą halowych mistrzostw świata w 1987 w Indianapolis i brązowym halowych mistrzostw Europy w tym samym roku. Na mistrzostwach świata w Rzymie w 1987 nie obronił tytułu mistrzowskiego, ale zajął 2. miejsce ex aequo ze swym kolegą z reprezentacji Igorem Paklinem. 
Swój największy sukces odniósł na igrzyskach olimpijskich w Seulu w 1988, gdzie zdobył złoty medal ustanawiając rekord olimpijski wynikiem 2,38 m.
Dwukrotnie był mistrzem ZSRR na otwartym stadionie (1987, 1988) i raz w hali (1987).